# Die Tragödie auf Schloß Rottersheim
Die Tragödie auf Schloß Rottersheim ist ein österreich-ungarisches Stummfilmdrama aus dem Jahre 1916 von Jakob Fleck und Luise Kolm mit Liane Haid und Hermann Benke in den Hauptrollen.

## Handlung
Auch nachdem sie gezwungenermaßen den Baron Hartwig geehelicht hat, bleibt Baronin Elsa mit ihrem einstigen Liebsten, dem Grafen von Rhelen per Briefkontakt verbunden. Um sich nicht zu kompromittieren, führt sie diesen Briefwechsel stets unter der Adresse ihrer Schwägerin, der Gräfin von Rottersheim. Eines Tages beabsichtigt der Baron, nach Madagaskar auszuwandern und erwartet, dass seine Frau ihm folgt. In diesem Moment schreibt Graf Rhelen an Elsa, sie solle sich für ihn, den rechtmäßigen Vater des gemeinsam gezeugten Kindes, entscheiden. Da auch dieser Brief an die Adresse der Gräfin Rottersheim gelangte und diesmal in die Hände ihres Gatten geriet, glaubt dieser angesichts der Bedeutung des Inhaltes, dass ihn seine Frau betrügt. Hilflos beteuert sie ihm gegenüber immer wieder ihre Unschuld. Eine Kette höchst unglücklicher Verwicklungen, zu denen auch das Verschwinden eines alles aufklärenden Briefes aus der Feder Baronin Elsas gehört, führt dazu, dass Rottersheim nun seine eigene Frau Paula mitsamt dem Kind Liane, von dem er annimmt, dass dies nicht das seine ist, aus dem gräflichen Hause weist. Gräfin Rottersheim erholt sich von diesem seelischen Schock kaum mehr und fällt in ein tiefes seelisches Loch.
Zehn Jahre sind seitdem ins Land gezogen, und aus Liane, die von ihren neuen Zieheltern, dem Wandermusikanten Schorsch Stelzer und seiner Frau, stets Liesel genannt wird, ist eine hübsche, junge Frau geworden. Sie hatte unter ihren neuen Eltern wenig zu lachen und wurde schlecht behandelt, lediglich die gleichaltrige Ziehschwester Annerl bedeutete in ihren vergangenen Jahren ein Lichtblick. Ihre leibliche Mutter hatte sich von ihrem herzlosen Gatten getrennt und, seitdem es ihr in letzter Zeit wieder etwas besser ging, auf die Suche nach ihrem verschollenen Kind gemacht. Die Begegnung mit zwei jungen Mädchen auf dem Weg zur Kirche erinnert Gräfin Rottersheim schmerzlich an ihre eigene, verloren gegangene  Tochter. Baronin Else Hartwig ist derweil verwitwet und seitdem auf Schloss Rottersheim zurückgekehrt. Elsa verspricht ihrer Schwägerin, ihren geliebten Graf Rhelen nicht eher zu heiraten, bis Paula ihre Liane wiedergefunden hat. Die erste Begegnung nach so langer Zeit zwischen Paula und ihrem Gatten Alwin verläuft tränenreich; Graf Rottersheim bittet um Verzeihung für seine herzlose Tat, doch die Gräfin zeigt sich erst dann zur Vergebung bereit, wenn sie ihre Tochter wiedergefunden habe. Wie es der Zufall so will begegnet Graf Rottersheim wenig später wieder dem Musikanten Schorsch. Er bietet diesem eine hohe Belohnung an, wenn er ihm sein eigen Fleisch und Blut zurückgeben würde.
Nun war Liane / Liesel über Nacht ausgebüxt, weil sie sich nicht länger so schlecht von ihren Zieheltern behandeln lassen wollte. Schorsch ist nicht dumm und beratschlagt sich mit seiner Frau, ob man nicht dem Grafen ihr anderes Mädchen, das Annerl als Liane unterjubeln könnte. Und so geschieht es. Gräfin Paula umarmt überglücklich ihre falsche „Tochter“. Bald aber kommt die Wahrheit heraus, als ein Kumpan Schorsch, der mit diesem im Streit liegt, die Rottersheims über den miesen Betrug aufklärt. Der Graf eilt zu Schorsch, um diesen zur Rede zu stellen, wird aber von ihm überwältigt und nicht eher wieder freigelassen, ehe ihm der Graf einen Scheck in beträchtlicher Höhe ausstellt. Liane / Liesel erfährt davon, dass sich Ziehschwester Annerl nun auf dem Schloss Rottersheim aufhalte und fährt augenblicklich dorthin. Tief verschüttete Erinnerungen werden wach, als die heimgekehrte Liane durch die Schlosszimmer geht. Ihren Äußerungen entnehmen Gräfin Paula und Baronin Elsa, dass es sich bei Liesel um Liane handeln müsse. Nach vielen Jahren umarmen sich Mutter und Tochter, und die Gräfin beschließt, dass auch Annerl bleiben darf. Noch aber steht die Frage im Raum, was aus dem Brief geworden ist, der die Unschuld der des Ehebruchs geziehenen Gräfin Paula beweisen konnte und den einst Schorsch an sich genommen hatte. Liane weiß Rat und kehrt zu ihrem ungeliebten Ziehvater zurück. Ihre Ziehmutter ist betrunken, und der gefangene väterliche Graf wird befreit. Durch den Brief wird ihm nun endgültig klar, welch bitteres Unrecht er dereinst seiner treuen Frau angetan hatte. Liane und ihr Vater Alwin entkommen, werden aber von Schorsch Stelzer erfolgt und eingeholt. Auf einem Felsvorsprung kommt es zwischen dem Grafen und dem widerwärtigen Musikus zu einem Zweikampf, bei dem der Schurke in die Tiefe stürzt und umkommt. Endlich kann die Familie Rottersheim ihr neues Leben beginnen.

## Produktionsnotizen
Die Tragödie auf Schloß Rottersheim wurde 1916 in Mödling und Laxenburg gedreht und mit Schulverbot (= Jugendverbot) belegt. Die Uraufführung war am 10. November 1916 in Wien. Die gezeigte Fassung des Vierakters war rund 1700 Meter lang. In Deutschland passierte das Drama im Januar 1917 die Zensur und wurde noch im selben Jahr uraufgeführt.
Der Film war eine der diversen Zusammenarbeiten von Hermann Benke und Liane Haid während des Ersten Weltkriegs. Zuvor hatten beide für die Wiener Kunstfilm-Industrie bereits u. a. die patriotischen Dramen Mit Herz und Hand fürs Vaterland (1915) und Mit Gott für Kaiser und Reich (1916) gedreht. Für den Theaterschauspieler und -leiter Rudolf Beer war seine Rolle als liederlicher Wandermusikant Schorsch vermutlich die einzige, die er im Film gespielt hat. Die Kölnerin Cordy Millowitsch, zu dieser Zeit gerade am Johann Strauß-Theater engagiert, gab hier mutmaßlich ihr Filmdebüt.

## Kritiken
„Die Wiener Kunstfilm hat mit diesem Bilde wieder ein Werk von packender Kraft geschaffen. Die spannende Handlung, die uns in die Tiefen und auf die Höhen der Menschheit führt und uns deren Leid und Kummer mit realistischer Kraft schildert, wird in ihrer erschütternden Tragik auf das Kinopublikum die nachhaltigste Wirkung aus[zu]üben. Unterstützt wird diese gewaltige Wirkung noch durch die brillante, realistische Darstellung sowie durch eine tadellose, photographische Durchführung und meisterhafte Regie.“

In Paimann’s Filmlisten ist zu lesen: „Stoff sentimental, Szenerie bis auf die Gefangenhaltungsszene Rottersheims sehr gut. Spiel und Photos, besonders aber die Erinnerungsszene Lieserls und die Überfuhrszene prima.“